# Marc-Uwe Kling

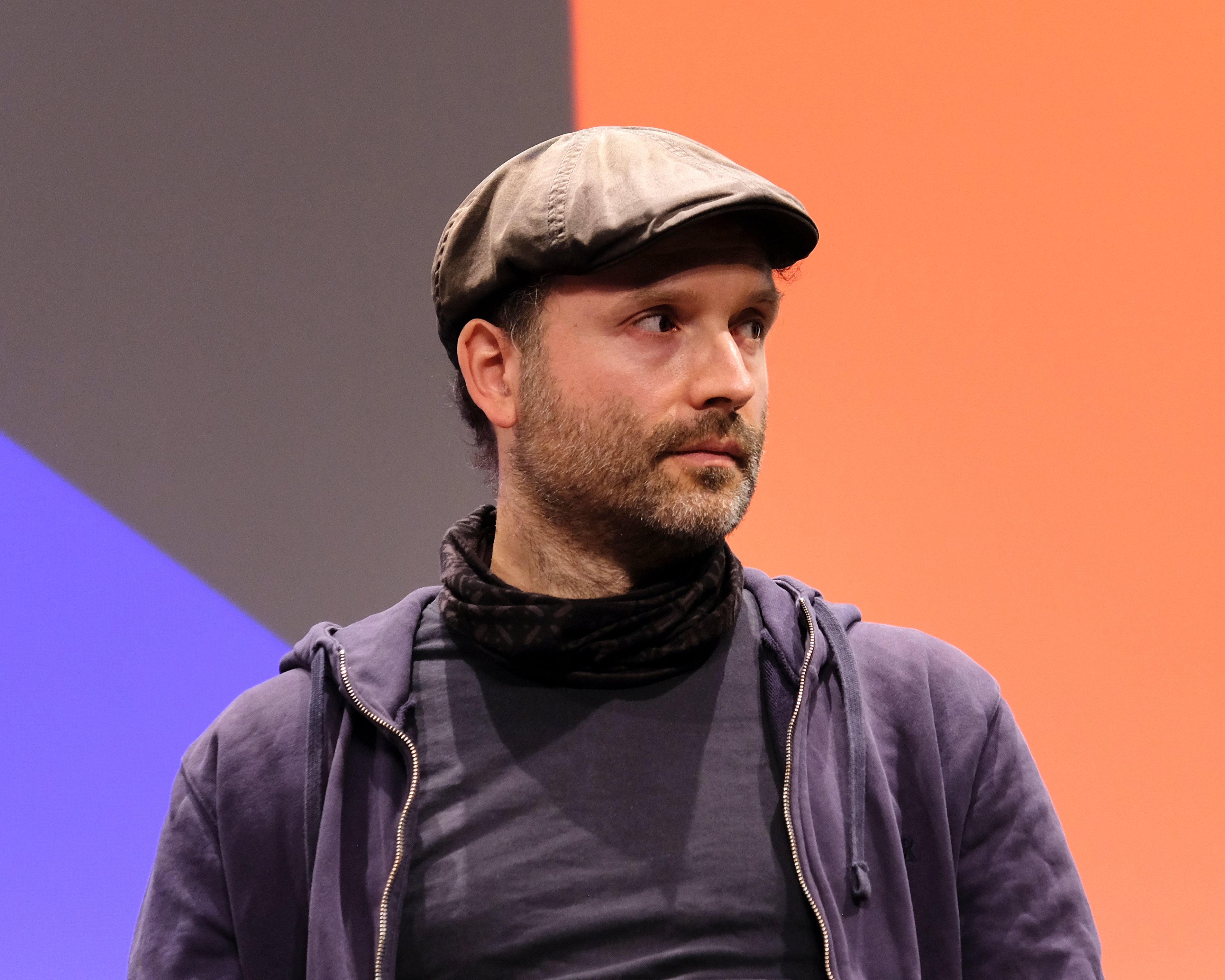
Marc-Uwe Kling, 2025

Marc-Uwe Kling (* 1982 in Stuttgart) ist ein deutscher Autor, Kleinkünstler, Regisseur und Liedermacher. Bekanntheit erlangte er ab 2009 insbesondere mit den Büchern, Hörbüchern und Filmen zu Die Känguru-Chroniken sowie mit Kinderbüchern wie Das NEINhorn und anderen.

## Leben

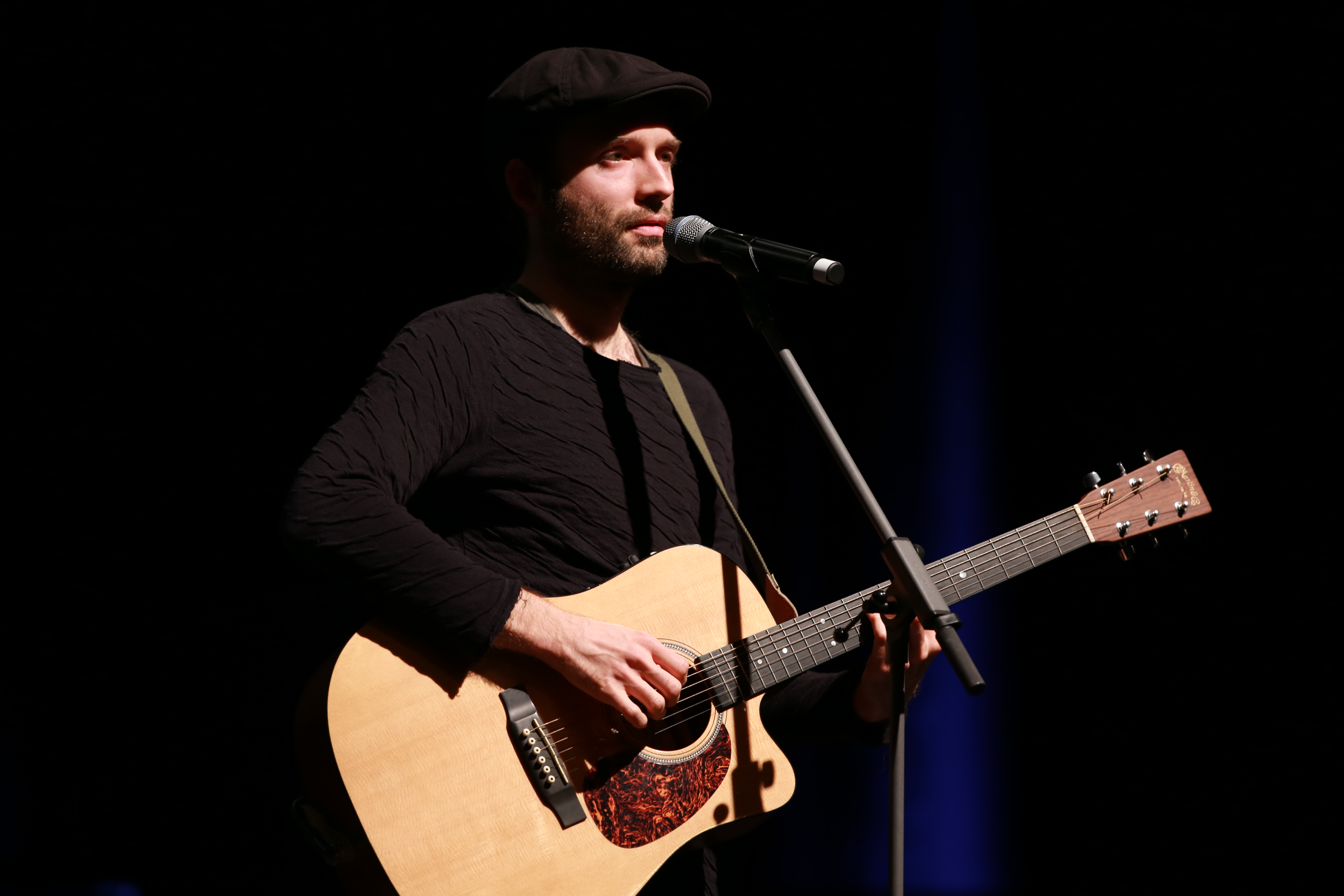
Marc-Uwe Kling beim 34c3

Marc-Uwe Kling ist das jüngste von vier Kindern zweier  Speditionskaufleute. Sein Vater ist Hobbymusiker, Kling lernte als Kind Klavier und Gitarre. Im Alter von zwanzig Jahren zog er nach Berlin. Dort studierte er Philosophie und Theaterwissenschaft an der Freien Universität Berlin. Seit 2003 tritt er auf Berliner Bühnen auf. Er gastiert außerdem bei Lesebühnen und Poetry Slams in Deutschland. 2005 gründete er die Lesebühne Lesedüne zusammen mit Kolja Reichert, Maik Martschinkowsky und Sebastian Lehmann.
Von 2005 bis 2008 war Kling mit dem Soloprogramm Wenn alle Stricke reißen, kann man sich nicht mal mehr aufhängen auf Tournee, danach basierte sein Programm auf seiner Känguru-Trilogie. 2006 und 2007 gewann er bei den deutschsprachigen Poetry-Slam-Meisterschaften den Wettstreit in der Einzelwertung.

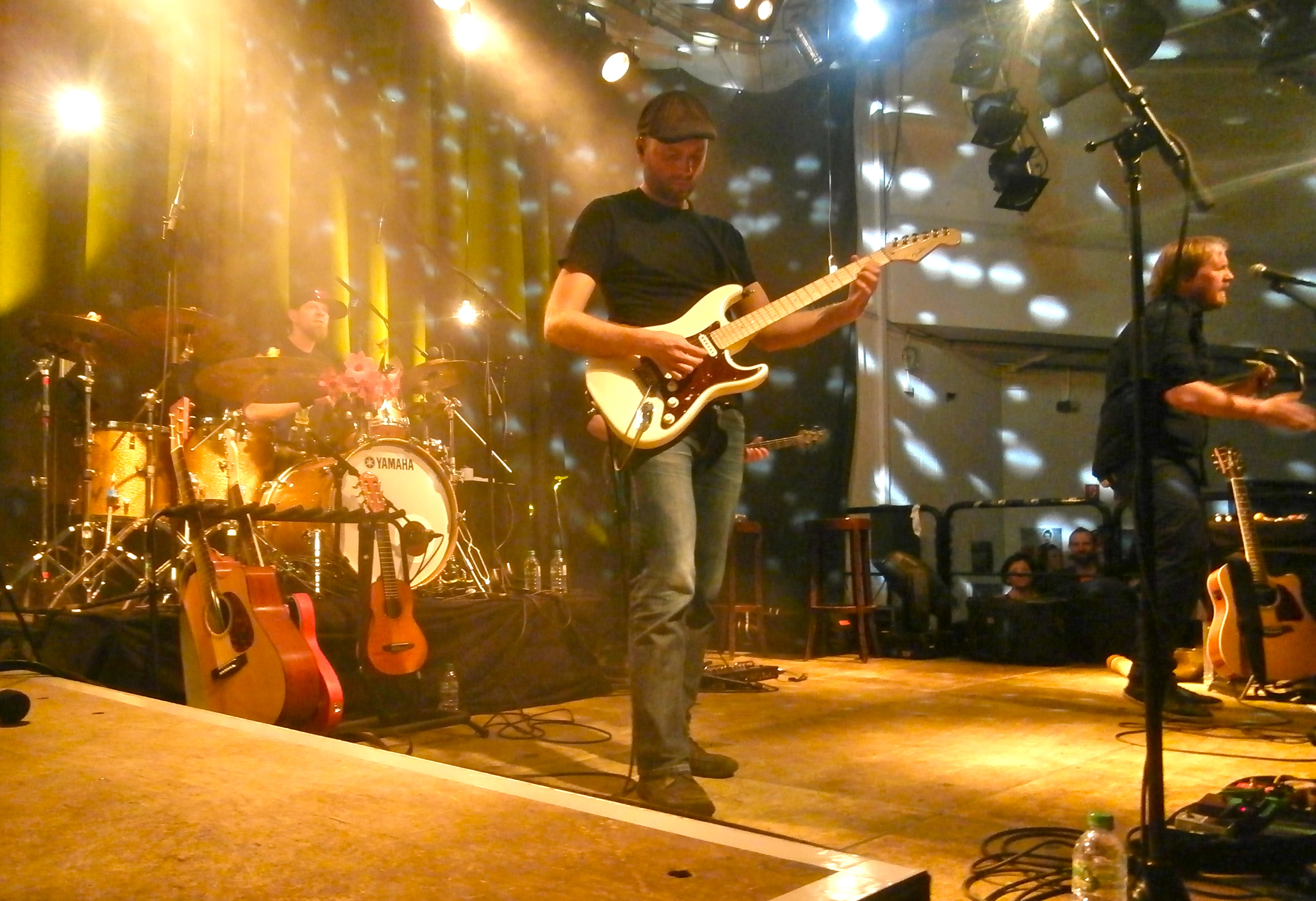
Marc-Uwe Kling bei einem Konzert in Düsseldorf

2011 kam Klings erstes Studioalbum Marc-Uwe Kling & Die Gesellschaft heraus. Kling begann 2015 mit den Kabarettisten Michael Krebs, Julius Fischer als Arbeitsgruppe Zukunft eine Konzert-Tournee mit dem Namen Viel Schönes dabei. Die Lieder behandeln sozialkritische Themen wie Schnelllebigkeit, die Gesellschaft oder Selbstausbeutung im Berufsleben. Neben den Tourneen produzierte er mit Viel Schönes dabei (2016) und Das nächste große Ding (2019)  zwei Alben.
Kling ist Autor des Podcasts Neues vom Känguru, der wöchentlich beim Radiosender Fritz zu hören war. 2010 wurden er und das Produzententeam dafür mit dem Deutschen Radiopreis ausgezeichnet. Die Texte erschienen in gedruckter Form und als Hörbücher in den Bänden Die Känguru-Chroniken, Das Känguru-Manifest, Die Känguru-Offenbarung sowie Die Känguru-Apokryphen. Das erste Fernsehprojekt von Marc-Uwe Kling startet 2016 unter dem Titel Bühne 36 – Känguru & Co. – Systemrelevanter Humor mit Marc-Uwe Kling und drei Anderen im Rundfunk Berlin-Brandenburg (rbb). Von Ende 2020 bis März 2023 veröffentlichte Zeit Online werktäglich seine Känguru-Comics. Die von Bernd Kissel gezeichneten Comicstrips entstanden in Zusammenarbeit mit Kling. 2020 und 2022 folgten mit Die Känguru-Chroniken und Die Känguru-Verschwörung zwei Filmadaptionen. 2022 gab er mit Die Känguru-Verschwörung sein Debüt als Regisseur. Der Film basiert wie der Vorgänger Die Känguru-Chroniken auf seinen Büchern, ist aber keine direkte Verfilmung. Kling war hieran auch als Drehbuchautor beteiligt.
2017 erschien Klings erster Roman QualityLand, 2020 folgte QualityLand 2.0: Kikis Geheimnis. Kling ist Vater von Zwillingstöchtern. Gemeinsam mit ihnen hat er den Fantasyroman Der Spurenfinder verfasst, der Ende November 2023 im Ullstein-Verlag erschien. Um ihre Identität zu schützen, publizieren die Mädchen unter Pseudonym. Mitte 2024  veröffentlichte Kling seinen ersten Thriller VIEWS.

## Auszeichnungen (Auswahl)

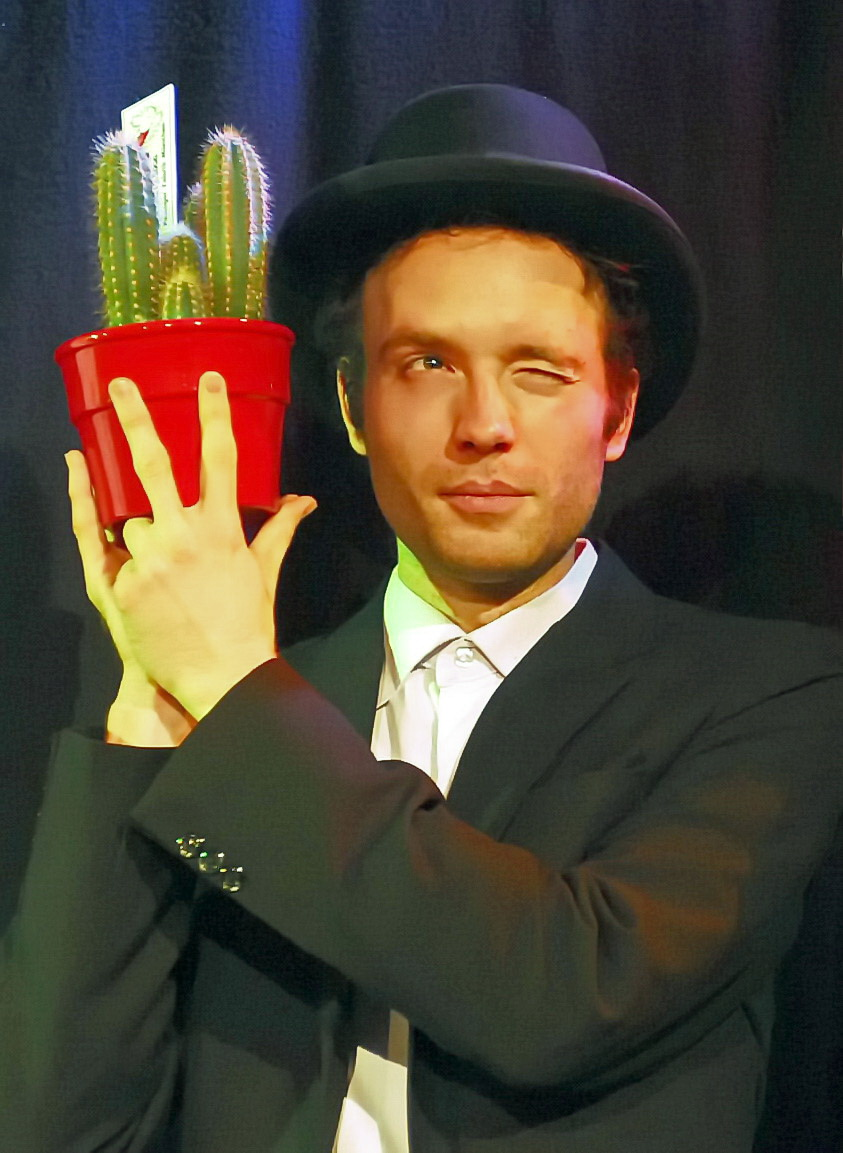
Marc-Uwe Kling, Gewinner Kabarett Kaktus 2006

- Gewinner der deutschsprachigen Poetry-Slam-Meisterschaften (Einzel): 2006 und 2007
- Deutscher Radiopreis in der Kategorie Beste Comedy für Neues vom Känguru (gemeinsam mit dem Produzententeam von Radio Fritz): 2010
- Deutscher Hörbuchpreis in der Kategorie »Das besondere Hörbuch / Beste Unterhaltung« für Die Känguru-Chroniken. Live und ungekürzt: 2013[17]
- Deutscher Kleinkunstpreis in der Sparte Kleinkunst: 2012
- Deutscher Science-Fiction-Preis für QualityLand: 2018
- Jonathan-Swift-Preis: 2021[18]
- LovelyBooks Community Award Bronze in der Kategorie Kinderbücher für Das Klugscheißerchen im Jahr 2023[19]
- Hörbuch-Award: QualityLand (DE: ×5Fünffachgold ),[20] Die Känguru-Chroniken (DE: ×7Siebenfachgold ), Das Känguru-Manifest (DE: ×2Doppelplatin ), Die Känguru-Offenbarung (DE: ×2Doppelplatin ), Die Känguru-Apokryphen (DE: ×5Fünffachgold ), Das NEINhorn (DE: Gold), Views (DE: Gold), QualityLand 2.0 (DE: Platin)

### Kleinkunstpreise
- 2006: Bielefelder Kabarettpreis
- 2006: Grazer Kleinkunstvogel
- 2006: Münchner Kabarett Kaktus
- 2007: Der Rostocker Koggenzieher in Gold
- 2007: Silberner Stuttgarter Besen
- 2007: Fohlen von Niedersachsen
- 2010: Förderpreis Mindener Stichling
- 2011: Bayerischer Kabarettpreis Senkrechtstarter-Preis[21]

## Veröffentlichungen

### Bücher

#### Kurzgeschichten
- Die Känguru-Chroniken. Ansichten eines vorlauten Beuteltieres. Ullstein, Berlin 2009, ISBN 978-3-548-37257-0 (272 S.).
  - Auch unter dem Titel Die Känguru-Chroniken: Filmausgabe. Ullstein, Berlin 2020, ISBN 978-3-548-06373-7 (272 S.)
- Das Känguru-Manifest. Ullstein, Berlin 2011, ISBN 978-3-548-37383-6 (304 S.).
- Die Känguru-Offenbarung. Ullstein, Berlin 2014, ISBN 978-3-548-37513-7 (400 S.).
- Die Känguru-Apokryphen. Ullstein, Berlin 2018, ISBN 978-3-548-29195-6 (208 S.).
- Die Känguru-Trilogie (Band 1–3). Ullstein, Berlin 2015, ISBN 978-3-548-37623-3 (976 S.).
- Die Känguru-Tetralogie (Band 1–4). Ullstein, Berlin 2020, ISBN 978-3-548-06161-0 (1184 S.).
- Die Känguru-Klassiker. Reclam, Ditzingen 2024, ISBN 978-3-15-014441-1 (171 S.).

#### Romane
- QualityLand. Ullstein, Berlin 2017, ISBN 978-3-550-05015-2.
- QualityLand 2.0: Kikis Geheimnis. Ullstein, Berlin 2020, ISBN 978-3-550-20102-8.
- Der Spurenfinder. Ullstein, Berlin 2023, ISBN 978-3-550-20268-1 (336 S., Gemeinsam mit Johanna und Luise Kling).
- VIEWS. Ullstein, 2024, ISBN 978-3-550-20299-5 (272 S.).
- Die Spurenfinder und das Drachenzepter. Ullstein, Berlin 2025, ISBN 978-3-550-20307-7 (368 S., Gemeinsam mit Johanna, Luise und Elisabeth Kling).

#### Comics
- QualityLand: Band 1.1. Voland & Quist, Leipzig/Berlin 2020, ISBN 978-3-86391-223-9 (176 S., Mit Zachary Tallent).
- Die Känguru-Comics: Also ICH könnte das besser. Carlsen Comics, Hamburg 2022, ISBN 978-3-551-72828-9 (Mit Bernd Kissel).
- Die Känguru-Verschwörung: Der Storyboard-Comic zum Film. Ullstein, Berlin 2022, ISBN 978-3-550-20224-7.
- Die Känguru-Comics: Du würdest es eh nicht glauben. Carlsen Comics, 2023, ISBN 978-3-551-73009-1 (224 S., Mit Bernd Kissel).
- QualityLand: Band 1.2. Voland & Quist, Leipzig/Berlin 2023, ISBN 978-3-86391-305-2 (176 S., Mit Zachary Tallent).
- Normal und die Zero Heroes. Rowohlt, Hamburg 2024, ISBN 978-3-498-00278-7 (208 S., Mit Jan Cronauer, Florian Biege).

#### Kinderbücher
- Prinzessin Popelkopf. Voland & Quist, Leipzig/Berlin 2015, ISBN 978-3-86391-116-4 (36 S.). Illustrationen von Astrid Henn.
- Der Ostermann. Carlsen, Hamburg 2017, ISBN 978-3-551-51935-1.
- Der Tag, an dem die Oma das Internet kaputt gemacht hat. Carlsen, Hamburg 2018, ISBN 978-3-551-51679-4 (72 S.). Illustrationen von Astrid Henn.
- Das NEINhorn. Carlsen, Hamburg 2019, ISBN 978-3-551-51841-5 (48 S.). Illustrationen von Astrid Henn.
- Der Tag, an dem der Opa den Wasserkocher auf den Herd gestellt hat. Carlsen, Hamburg 2020, ISBN 978-3-551-51930-6 (58 S.). Illustrationen von Astrid Henn.
- Der Tag, an dem Papa ein heikles Gespräch führen wollte. Carlsen, Hamburg 2021, ISBN 978-3-551-51997-9 (72 S.). Illustrationen von Astrid Henn.
- Das NEINhorn und die SchLANGEWEILE. Carlsen, Hamburg 2021, ISBN 978-3-551-52128-6 (54 S.). Illustrationen von Astrid Henn.
- Der Tag, an dem Tiffany das Wasser aus der Wanne geschaukelt hat. Carlsen, Hamburg 2022, ISBN 978-3-551-52168-2 (72 S.). Illustrationen von Astrid Henn.
- Das Klugscheißerchen. Carlsen, Hamburg 2023, ISBN 978-3-551-52282-5 (64 S.). Illustrationen von Astrid Henn.
- Das NEINhorn und der Geburtstag. Carlsen, Hamburg 2024, ISBN 978-3-551-52230-6 (48 S.). Illustrationen von Astrid Henn.
- Die Maus hat einen neuen Freund. Carlsen, Hamburg 2025, ISBN 978-3-551-52294-8. Illustrationen von Astrid Henn.
- Neon und Bor: Erfinderkinder. Carlsen, Hamburg 2025, ISBN 978-3-551-52280-1. Mit Jan Cronauer. Illustrationen von monströös.

#### Kalender
- Der falsche Kalender. Voland & Quist, Leipzig/Berlin 2012, ISBN 978-3-86391-018-1.
- Der furchtbare Kalender. Voland & Quist, Leipzig/Berlin 2016, ISBN 978-3-86391-168-3.
- Der falsche Kalender 2. Voland & Quist, Leipzig/Berlin 2018, ISBN 978-3-86391-219-2.

#### Anthologien (Auswahl)
- Mit Julius Fischer, Sebastian Lehmann, Maik Martschinkowsky und Kolja Reichert: Über Wachen und Schlafen: Systemrelevanter Humor. Voland & Quist, Leipzig/Berlin 2012, ISBN 978-3-86391-013-6.
- Mit Julius Fischer, Sebastian Lehmann und Maik Martschinkowsky: Über Arbeiten und Fertigsein. Real existierender Humor. Voland & Quist, Leipzig/Berlin 2015, ISBN 978-3-86391-113-3.

### Tonträger

#### Die Känguru-Chroniken
- Die Känguru-Chroniken. Hörbuch Hamburg Downtown, Hamburg 2009, ISBN 978-3-86909-017-7 (2 Audio-CDs).
- Das Känguru-Manifest. Hörbuch-Verlag, Hamburg 2011, ISBN 978-3-86909-075-7 (4 Audio-CDs).
- Die Känguru-Chroniken. Hörbuch-Verlag, Hamburg 2012, ISBN 978-3-86909-017-7 (4 Audio-CDs).
- Die Känguru-Offenbarung. Live und ungekürzt. Hörbuch-Verlag, Hamburg 2014, ISBN 978-3-86909-135-8 (6 Audio-CDs).
- Die Känguru-Apokryphen. Hörbuch-Verlag, Hamburg 2018, ISBN 978-3-95713-149-2 (4 Audio-CDs).
- Das Känguru-Sammelsurium. Hörbuch-Verlag, Hamburg 2020, ISBN 978-3-8449-2470-1.

#### Romane
- QualityLand (Helle Edition); Live-Mitschnitt. Hörbuch-Verlag, Hamburg 2017, ISBN 978-3-95713-101-0 (7 Audio-CDs).
- QualityLand (Dunkle Edition); Live-Mitschnitt. Hörbuch-Verlag, Hamburg 2017, ISBN 978-3-95713-094-5 (7 Audio-CDs).
- QualityLand 2.0. Hörbuch-Verlag, Hamburg 2020, ISBN 978-3-95713-215-4 (8 Audio-CDs).
- VIEWS. Hörbuch Hamburg HHV, Hamburg 2024, ISBN 978-3-95713-323-6 (5 Audio-CDs).

#### Kinderbücher
- Der Tag, an dem die Oma das Internet kaputt gemacht hat. Silberfisch, Hamburg 2018, ISBN 978-3-7456-0013-1 (Audio-CD).
- Das NEINhorn, Silberfisch, 2020, ISBN 3-7456-0141-6 (Audio-CD)
- Der Tag, an dem Papa ein heikles Gespräch führen wollte & weitere Geschichten, Silberfisch Hamburg, 2021, ISBN 978-3-7456-0277-7 (Audio-CD)
- Das NEINhorn und die SchLANGEWEILE, Hörbuch Hamburg HHV GmbH, 2021, ISBN 978-3-8449-2675-0 (Digital)
- Freddy und Flo gruseln sich vor gar nix!, Silberfisch Hamburg, 2021, ISBN 978-3-7456-0325-5 (Audio-CD)
- Der Tag, an dem Tiffany das Wasser aus der Wanne geschaukelt hat, Silberfisch Hamburg, 2022, ISBN 978-3-7456-0384-2 (Audio-CD)
- Das Klugscheißerchen, Silberfisch Hamburg, 2023, ISBN 978-3-7456-0478-8 (Audio-CD)
- Freddy und Flo 2: Das Geheimnis der muffigen Mumie, Silberfisch Hamburg, 2023, ISBN 978-3-7456-0479-5 (Audio-CD)
- Der Spurenfinder, Hörbuch Hamburg HHV GmbH, 2023, ISBN 978-3-95713-309-0 (Audio-CD)
- Trubel bei Tiffany & Co., Silberfisch Hamburg, 2024, ISBN 978-3-7456-0514-3 (Audio-CD)
- Das NEINhorn und der Geburtstag, Silberfisch Hamburg, 2024, ISBN 978-3-7456-0518-1 (Audio-CD)
- Das NEINhorn und seine Freunde, Silberfisch Hörbuch Hamburg, 2024, ISBN 978-3-7456-0511-2 (Audio-CD)

#### Sonstiges
- Wenn alle Stricke reißen, kann man sich nicht mal mehr aufhängen. WortArt, Köln 2008, ISBN 978-3-931780-93-7 (Audio-CD).
- Marc-Uwe Kling und die Gesellschaft. WortArt, Köln 2011, ISBN 978-3-941082-39-7 (Audio-CD).
- Viel Schönes Dabei. Voland & Quist, 2016, ISBN 978-3-86391-118-8 (Audio-CD).

### Gesellschaftsspiele

#### Zu denKänguru-Chroniken
- Halt mal kurz!, Kartenspiel, Kosmos 2016, EAN 4002051740382.
- Game of Quotes, Kartenspiel, Kosmos 2017, EAN 4002051692926.
- More Game of Quotes. Kartenspiel, Kosmos-Verlag 2019.
- EXIT. Das Spiel: Die Känguru-Eskapaden (mit Inka und Markus Brand), Kosmos 2019, EAN 4002051695071.
- Die Würfel-WG, Gesellschaftsspiel (Autoren: Johannes Krenner, Alexander Pfister), Kosmos 2019, EAN 4002051693176.
- Voll auf die 18, Kartenspiel, Pegasus Spiele 2022, EAN 4250231734366.

#### Sonstiges
- Quiztopia, Gesellschaftsspiel (mit Maria Kling), Kosmos 2019, EAN 4002051694296.
- Das NEINhorn, Kartenspiel, Kosmos 2021, EAN 4002051680848.
- Abrakadabrien, Kartenspiel (Illustrationen: Johannes Lott), Kosmos 2022.

## Filmografie
- 2020: Die Känguru-Chroniken, Drehbuch
- 2022: Die Känguru-Verschwörung, Drehbuch und Regie